# Гейзе-Падюа
Гейзе-Падюа (нід. Huize Padua) — селище в нідерландській провінції Північний Брабант. Входить до муніципалітету Букел.